# Национално знаме на Испания
Националното знаме на Испания е официален символ на страната и според чл. 4.1 на Испанската конституция е съставено от три хоризонтални ивици – червена, жълта и червена, като жълтата ивица е два пъти по-широка от червените. В лявата част на жълтото поле може да се добавя и гербът на Испания. Отношението ширина към дължина е 2:3. Знамето е прието на 29 декември 1978 г.

## История
Съвременното знаме на Испания се появява през 1785 г., определено чрез декрет от краля на Испания Карлос III, за да се използва от флотата на страната и да отличава испанските кораби от тези на Франция, Неапол и Сицилия. Тъй като кралете на Испания са от династията на Бурбоните, до средата на XVIII век флотата на Испания използва знаме с бял цвят – цвета на Бурбоните. В същото време, голяма част от владетелите на други страни в Европа (Франция, Неапол, Тоскана и Сицилия) са от същата династия, което води до объркване при морските битки, породено от факта, че повечето флотилии плават под еднакви знамена. Поради тази причина, Карлос III нарежда използването на ново знаме, което има същата форма като настоящото.
Знамето определено през 1785 г. е използвано главно във флотата, а за граждански цели е използвано друго знаме, състоящо се от пет хоризонтални ивици – жълта-червена-жълта-червена-жълта в отношение 1:1:2:1:1. По време на войната за независимост срещу Наполеон, знамето на флотата придобива популярност и сред сухопътните войски, в които има голям брой моряци. Приемането на флага на флотата за общ на цялата испанска войска става през 1843 г., а по-късно се превръща и в национално знаме.
По време на втората република, цветът на долната лента на испанското знаме е заменен с виолетов. След идването на власт на Франко, Испания приема отново традиционното червено-жълто знаме, като към него се добавя герб на фона на орел.

## Дизайн
Знамето на Испания се дефинира официално в Конституцията на Кралство Испания от 1978 г. както следва:

Чл. 4.1 Знамето на Испания се състои от три хоризонтални цветни полета: червено, жълто и червено, жълтото поле е два пъти по-широко от всяко червено поле

Формата и размерите на знамето са установени с кралски декрет 1511 от 1977 г., който определя следното:
- Гербът на Испания е с височина 2/5 от ширината на знамето и фигурира от двете страни
- Когато знамето е в стандартни пропорции, дължината му е 3/2 от ширината, централната ос на герба е разположена към носещата част на разстояние 1/2 от ширината на знамето
- Ако знамето е в нестандартни пропорции, гербът е разположен в центъра му

Точните цветове са установени с кралски декрет от 27 февруари 1981 г., където те са определени според цветовите модели CIELAB и CIE xyY, определени от Международната комисия по осветление.
| Цвят | Официален цветови модел             | RGB цветови модел | HEX цветови модел |
| ---- | ----------------------------------- | ----------------- | ----------------- |
|      | CIE-1931 (Y=9,5; x=0,614; y= 0,320) | (170, 21, 27)     | #AA151B           |
|      | CIE-1931 (Y=56,7; x=0,488; y=0,469) | (241, 191, 0)     | #F1BF00           |
|      |                                     | (0, 0, 0)         | #                 |
|      |                                     | (0, 0, 0)         | #                 |
|      |                                     | (0, 0, 0)         | #                 |
|      |                                     | (0, 0, 0)         | #                 |

## Галерия
- Знамето на първата република
- Знамето на втората република
- Знамето по време на управлението на Франко (1938 – 1945)
- Знамето по време на управлението на Франко (1945 – 1977)
- Знамето на Испания от 1977 до 1981